# Liste von Personen der Staatspolizeistelle München
Diese Liste ist eine Sammlung der Namen der meisten Mitarbeiter in der Münchner Gestapo-Zentrale zwischen 1933 und 1945.
Durchschnittlich arbeiteten 300 Menschen im Wittelsbacher Palais – die meisten verbeamtete Mitglieder der Staatspartei NSDAP, die höheren Ränge Mitglieder der SS, und alle mit deutlich höheren Einkommen als bei der Polizei.
Die Liste ist so umfangreich, weil es viele Wechsel im Laufe der Jahre gab. Die zentrale Quelle für diese Namen ist Erich Kasbergers Buch über die Münchner Gestapo-Leitstelle. Er führt aus, dass im Palais praktisch alle, auch Sekretärinnen oder Kraftfahrer, über die Häftlinge, die Haftbedingungen und deshalb auch über die Folterungen Bescheid wussten, weswegen sie in dieser Zusammenstellung ebenfalls genannt werden.
Bei den meisten Personen fehlt das Sterbedatum. Das hat den Hintergrund, dass Kasberger vorwiegend auf die Akten der Spruchkammern nach dem Zweiten Weltkrieg zurückgreifen musste, als alle noch lebten. Die Unterlagen der Gestapo waren bei einem Brandbombenanschlag völlig verloren gegangen. Dem Sterbedatum in den späteren 1940er Jahren lag in der Regel die Hinrichtung (Beispiel Emil Weil) oder der Suizid (Beispiel Konrad Schmidbauer) zugrunde.
Folgende Abkürzungen kehren in der Liste immer wieder:
- BPP: Bayerische Politische Polizei (Vorläufer der Gestapo)
- RSHA: Reichssicherheithauptamt (Gestapo-Zentrale Berlin)
- SA: Sturmabteilung
- SD: Sicherheitsdienst der SS
- SiPo: Sicherheitspolizei (Gestapo und Kripo)
- SS: Schutzstaffel
- Waffen-SS: militärischer Arm der NSDAP

| Angestellte: A • B • C • D • E • F • G • H • I • J • K • L • M • N • O • P • Q • R • S • T • U • V • W • Z | Angestellte: A • B • C • D • E • F • G • H • I • J • K • L • M • N • O • P • Q • R • S • T • U • V • W • Z                                                                          | Angestellte: A • B • C • D • E • F • G • H • I • J • K • L • M • N • O • P • Q • R • S • T • U • V • W • Z | Angestellte: A • B • C • D • E • F • G • H • I • J • K • L • M • N • O • P • Q • R • S • T • U • V • W • Z |
| Name | Funktion | geboren | gestorben                                                                                                  |
| --- | --- | --- | --- |
| | | | |
| Mitarbeiter A                                                                                              | | | |
| Humbert Achamer-Pifrader                                                                                   | SS, BPP | 1900 | 1945 |
| Josef Eugen Achter                                                                                         | Wachtmeister, Verhörbeamter, Kriminalsekretär | 1903 | |
| Herbert Adam                                                                                               | BPP, Überprüfung von Kommunisten | 1908 | |
| Franz Almer                                                                                                | Karthograph, Blockleiter | 1898 | |
| Hans Amann                                                                                                 | Verhaftung von Juden | | |
| Xaver Ammer                                                                                                | Kirchenabteilung, Verhörbeamter | 1898 | |
| Maria Amon                                                                                                 | Schreibkraft, Verhör Weiße Rose | | |
| Martha Angerer                                                                                             | Schreibkraft, Strafsache Hetzschold | 1924 | |
| Georg Anzinger                                                                                             | BPP | 1898 | |
| Annemarie Assmann                                                                                          | Presse | 1921 | |
| Johann Auracher                                                                                            | Observierung von von Fremden | 1900 | |
| B | | | |
| Hans Bäcker                                                                                                | Abteilung IV-2 | 1910 | |
| Otto Baldauf                                                                                               | Heizer | 1903 (1904?)                                                                                               | |
| Josef Bamesreiter                                                                                          | Dienststellenleiter Abteilung III | 1882 | |
| Friedrich Barthel                                                                                          | BPP, Abteilung II 1 Abtreibung | 1903 | |
| Alfred Bauer                                                                                               | Abteilungsleiter IA/O, SS | 1896 | 1945 |
| Magdalena Baumeister                                                                                       | Aufnahme von Verhörprotokollen, u. a. bei Eugen Fischer | 1917 | |
| Lina Baur                                                                                                  | Stenotypistin | 1912 | |
| Adolf Bayer                                                                                                | „Schutzhaft“, Erkennungsdienst, SS | | |
| Anton Bayer                                                                                                | Ausländerüberwachung | 1886 | |
| Anna Beck                                                                                                  | Angestellte Abt. IV-Ia | 1925 | |
| Hans Beck                                                                                                  | Abt. IS F, Fahrer, SS | 1905 | 1948 |
| Jakob Beck                                                                                                 | BPP-Leitung, Stellvertreter Heydrichs, SS | 1889 | 1976 |
| Maria Beck                                                                                                 | Übersetzerin Französisch, Polnisch | 1901 | |
| Liselotte Beilhack (verh. Frehse)                                                                          | Fernschreiberin | 1923 | |
| Josef Bell                                                                                                 | stellvertretender Fahrdienstleiter | 1899 | 1947 |
| Anni Bentheimer                                                                                            | u. a. Vorzimmer Gestapo-Chef Hugo Gold | | |
| Max Berber                                                                                                 | Abt. III D | 1898 (?)                                                                                                   | |
| Franz Berger                                                                                               | Spionageabwehr | 1900 | |
| Werner Best                                                                                                | hochrangig im Sicherheitsdienst SS (SD) | 1903 | 1989 |
| Lothar Beutel                                                                                              | Leiter der Gestapo München | 1902 | 1986 |
| Mathias Breier                                                                                             | Briefzensur, Hochverratsangelegenheiten | 1882 | |
| Karl Brunner                                                                                               | BPP, SD, SS, Leiter Abt. III | 1900 | 1980 |
| Hella Busch (verh. Fest)                                                                                   | Fernschreiberin | | |
| C | | | |
| Servais Cabolet                                                                                            | BPP, Vorzimmer Bamesreiter | 1908 | |
| Gerhard Callies                                                                                            | Leiter N-Referat, Abt. III F bei Isselhorst | 1906 | |
| Friedrich Camplair                                                                                         | Abt. IV NB, Observierung von Franzosen | 1915 | |
| Von Capri (alias Joseph Bogdan)                                                                            | Abt. IV N, SS | 1920 | |
| Kurt Christmann                                                                                            | SS, BPP, später Leiter Gestapo Klagenfurt und Koblenz | 1907 | 1987 |
| D | | | |
| Elisabeth Dangl                                                                                            | Schreibkraft Abt. I E | | |
| Karl Danner                                                                                                | SS | 1898 | |
| Ilse Daubner                                                                                               | Abt. IV 6, Schutzhaft, Erkennungsdienst, Kartei | | |
| Adolf Daumenlang                                                                                           | Koch, SS, Abt. III C | 1912 | |
| Georg Dempf                                                                                                | BPP | 1897 | |
| Elisabeth Deutsch                                                                                          | Abt. II F und II E, Stenotypistin bei Josef Gerum | 1902 | |
| Richard Didier                                                                                             | SS, BPP | 1903 | |
| (?) Diederichsen                                                                                           | Kanzleiangstellte | | |
| Hans Diehl                                                                                                 | BPP, Abt. II A | | |
| Mathias Diepold                                                                                            | Abt. II G | | |
| Hellmuth Dietel                                                                                            | BPP, Stellv. Kassenleiter, Besoldung, Verwaltung | 1900 | |
| Josef Dietenhofer                                                                                          | Abt. Hochverrat | 1886 | |
| Heinrich Dietrich                                                                                          | SS, BPP, SD. Nach 1950 bem BND, Deckname Lechner | 1906 | |
| Emmi Dilger                                                                                                | Abt. N, Stenotypistin | 1920 | |
| Johann Dill                                                                                                | BPP, Abt. II a, Hochverrat, Heimtücke, Schwarzhörer | 1888 | |
| Therese Dirscherl                                                                                          | Schreibkraft | | |
| Johann Ditt                                                                                                | Grenzpolizist, Ermittlung gegen Arbeitsvertragsbrüchige | 1909 | |
| Josef Döll                                                                                                 | Kartei, politische Beurteilungen | 1898 | |
| Erwin Dörnte                                                                                               | SS, SD, Waffen-SS | 1910 | |
| Martin Dopplehammer                                                                                        | BPP, Abt. II A, Anzeigen gg. Parteigenossen, Kartei | 1886 | |
| Max Dorn                                                                                                   | SS, später im Abwehrdienst der Wehrmacht | 1892 | 1946 |
| Max Draheim                                                                                                | Abt. I Verwaltung, SS | 1898 | 1973 |
| Albert Duchstein                                                                                           | BPP, später Aufbau Ghetto Theresienstadt | 1910 | |
| Jan Dudko                                                                                                  | Abt. I B | 1921 | |
| Anton Dunckern                                                                                             | SS, BPP, später Gestapo-Chef Saarbrücken | 1905 | 1985 |
| E | | | |
| Hans Ebenbeck                                                                                              | BPP, Abt. Kirchen und Juden, Offiziere, Adelige | 1903 | 1975 |
| Johann Eck                                                                                                 | BPP, Abt. III D, SD | | |
| Friedrich Eckerle                                                                                          | BPP, Abt. II A: Bekämpfung von Kommunisten | 1901 | 1959 |
| Hermann Eckfelner                                                                                          | Abt. II a: Hochverrat, Marxismus | 1908 | 1950 |
| Maria Egner                                                                                                | Abt. I D: Übersetzerin Französisch | 1904 (?)                                                                                                   | |
| Rosa Eibl                                                                                                  | Schreibkraft und Telefonistin | 1910 (?)                                                                                                   | |
| Rosa Eichberger                                                                                            | Schreibkraft und Telefonistin | 1921 | |
| Johann Eichenseher                                                                                         | SS, Abt. IV 1c | 1907 | |
| Heinrich Eichenseher                                                                                       | Abt. II E: Ausländer | 1903 | |
| Emmy Eisenburger                                                                                           | Schreibkraft | 1913 | |
| Hans Eisenlauer                                                                                            | Gefängnisaufseher | 1898 | |
| Gertrud Eitel                                                                                              | Abt. 1: Verwaltung. Chef: Johann Wolfertseder | 1896 | |
| Hans Eller                                                                                                 | Abt. III: Wirtschafsspionage, Sittenpolizei | 1898 | |
| Adam Englerth                                                                                              | Abt. III F: militärische Abwehr, Landesverrat | 1905 | |
| Richard Erdle                                                                                              | SS, BPP, Begleitkommando Hitler, Lebensborn | 1897 | |
| Walburga Ernst                                                                                             | Sekretärin, auch KZ Dachau Politische Abteilung | | |
| Franz Ertl                                                                                                 | Abt. III: Spionage, ausländische Briefe, Großveranstaltungen | 1899 | |
| Michael Ettl                                                                                               | SS, SD, BPP, Hausmeister, Gefängnisoberwachtmeister | 1909 | |
| F | | | |
| Eduard Fahlbusch                                                                                           | Abt. II D: Konzentrationslager, Abt. II B: Juden | 1891 | |
| Andreas Federl                                                                                             | V-Mann | | |
| Josef Fichtner                                                                                             | Abt. III A und IV 5a, Schutzdienst, SS | 1901 | 1944 |
| Mathias Finsterwald                                                                                        | Abt: NB: Observierung von Fremden | 1896 | |
| Franz Finsterwalder                                                                                        | Küchenmeister, Kantine im Wittelsbacher Palais | 1892 (?)                                                                                                   | |
| (?) Firnkäs                                                                                                | BPP | 1899 | |
| Josef Fischaleck                                                                                           | Abt. II G: Heimtücke, Rundfunk, Ausländerbeziehungen | 1903 | |
| Eugen Fischer                                                                                              | SS, SD, Abt. II A: Hoch- und Landesverrat | 1905 | |
| Ilse Moebius (verh. Fischer)                                                                               | BPP, Abt. II E, Chefs: Anton Bayer, Josef Gerum, Oskar Zeller | 1916 | |
| Michael Fischer                                                                                            | BPP, V-Mann | 1878 | |
| August Fleidl                                                                                              | Spitzel für die Gestapo, V-Mann | | |
| Reinhard Flesch                                                                                            | Spitzenposition bei der BPP: Abwehr und SD | 1894 | 1942 |
| Eugen Fleischütz                                                                                           | Abt. II E, Ausländer. Später Erschießungen (Einsatzkomm. 8) | 1904 | |
| Ludwig Forster                                                                                             | SS, BPP, Lebensborn, Chef Geheime Feldpolizei | 1891 | |
| Georg Frank                                                                                                | BPP, Leiter des Polizeigefängnisses im Wittelsb. Palais | 1888 | |
| Marianne Frank                                                                                             | Abt. II 2 A, Wirtschaftsangelegenheiten Einkauf Kantine | | |
| Franz Johann                                                                                               | SS-Funker, Kraftfahrer | 1914 | |
| Franz Kilian                                                                                               | SS, BPP, Fahrer | 1905 | |
| Liselotte Franz                                                                                            | Abt. ID, Schreibkraft | 1926 | |
| Fritz Freiländer                                                                                           | Abt. II E, Fremdarbeiter | 1897 | |
| Emil Freise                                                                                                | SS, Leiter Abt. Kommunismus, Sabotage, Judendeportationen | 1908 | |
| Emil Frey                                                                                                  | Politische Inspektion | 1899 | |
| Fritz Fried                                                                                                | Blockleiter, PersonalAbt., | 1895 | |
| Josef Friedrich                                                                                            | SS, Kriminalsekretär, Überwachung von Verdächtigen | 1907 | 1950 |
| Margarete Friedrich                                                                                        | Schreibkraft | | |
| Andreas Frisch                                                                                             | Unfall-Sachbearbeiter | 1899 | |
| Alfons Frischeisen                                                                                         | Leitung Abt. I F: Personal, Besoldung, Reisekosten | 1907 | 1965 |
| Walter Frohberg                                                                                            | SA, Oberwachtmeister im Hausgefängnis | 1903 | |
| Eduard Füchsl                                                                                              | SS, Kriminaltechniker: Daktyloskopie, Tatortaufnahmen | 1900 | |
| Andreas Fürsicht                                                                                           | Abt. Ausländer | 1902 | |
| Rudolf Fumy                                                                                                | BPP, Ref. II A: Kommunismus, Bolschewismus. Später beim BND | 1900 | 1978 |
| G | | | |
| Otto Gambs                                                                                                 | BPP, Leiter Abt. II B 1, gegen Pater Rupert Mayer, Anarchisten | 1900 | |
| Josef Gandorfer                                                                                            | SS, Abt. II A 3: Fremdenkontrolle, Gebäudesicherung | 1901 | |
| Georg Gassner                                                                                              | Referat IV b, Juden-Schbearbeiter, Abstammungsnachweise | 1905 | |
| Alfons Geib                                                                                                | Abt. IV, Kraftfahrer | 1891 | 1966 |
| (?) Geib                                                                                                   | Abt. ID, Büroangestellte | | |
| Jakob Geisser                                                                                              | Abt. Fremdenlegionäre, Schutzdienstfragen | 1902 | |
| Eduard Geith                                                                                               | SS, Abt. II E, später IV 1a, russische Gefangene | 1899 | 1948 |
| August Gerger                                                                                              | Abt. IV 5a, Schutzdienst | 1893 (?)                                                                                                   | |
| Michael Gerstmeir                                                                                          | Abt. II C: Verbände, Monarchie | 1903 | |
| Josef Gerum                                                                                                | BPP, Ausbau und Leitung von 6 Dienstellen | 1888 | |
| Karl Gerum                                                                                                 | SS; Sohn von Josef Gerum | 1918 | |
| Therese Gitzel                                                                                             | Schreibkraft | | |
| Getrud Goebel                                                                                              | Abt. IV 6, Schreibkraft, Verhör „Weiße Rose“ | | |
| Hugo Gold                                                                                                  | Gestapo Augsburg-Chef, SS | 1884 | 1977 |
| Philipp Goldbach                                                                                           | Abt. Schutzdienst, dann Abt. II E; Sekretärin: Gerda Grunewald | 1895 | |
| Hugo Goppelt                                                                                               | Kriminalhauptwachtmeister | 1899 (?)                                                                                                   | |
| Eugen Goschenhofer                                                                                         | Abt. Linksbwegungen, Kontakt zu V-Leuten | 1902 | |
| Johann Gotterbarm                                                                                          | Referatsleiter Abt. II A, Linksbewegung | 1889 | |
| Ludwig Grabinger                                                                                           | Ortsgruppenleiter, Gestapo-Spitzel | 1892 | 1946 |
| Luitpold Grabinger                                                                                         | auch Gestapo Augsburg und Regensburg | 1903 | |
| Johann Grahammer                                                                                           | BPP, Abtil II B und II G, Judenreferat, Gepäckkontrolle | 1900 | 1955 |
| Christine Greimel                                                                                          | Adjutatur bei Oswald Schäfer | | |
| Friedrich Griebel                                                                                          | Waffen-SS, Kirchenabteilung, Kellerhaft | 1897 | 1945 |
| Kurt (?) Griese                                                                                            | Leiter der Personalstelle | 1910 (?)                                                                                                   | |
| Konrad Griesser                                                                                            | Nachrichten- und Erkennungsdienst | 1910 (?)                                                                                                   | |
| Gerhard Grimm                                                                                              | SS, BPP, Kirchenreferat, Deportation von Juden | 1910 | |
| Leonhard Gringer (?)                                                                                       | Löwenbrauerei, V-Mann | | |
| Josef Grob                                                                                                 | Kriminalbeamter | 1878 | |
| Felix Gruber                                                                                               | SD, SS, Abt. IV N Nachrichten | 1903 | |
| (?) Grünhofer                                                                                              | Polizei-Assistent, Verhörprotokoll „Weiße Rose“ | | |
| Gerda Grunewald                                                                                            | Abt. IV 5a, Jungmädelführern | 1922 | |
| (?) Gruner                                                                                                 | Abt. Heimtücke II 1 B | | |
| Johann Gschrei                                                                                             | Blockwalter, Dezernat III DÖ | 1890 | 1941 |
| Ludwig Gstättner                                                                                           | BPP, Funker, Abt. Spionage | 1908 | 1945 |
| Leo Günzer                                                                                                 | BPP, Abt. I/1 C | 1894 (?)                                                                                                   | |
| Georg Guggemos                                                                                             | Leiter Abt. II G und III C in Augsburg. 1952 Kripo Augsburg | 1898 | |
| Franz Xaver Gumpert                                                                                        | Stellvertr. Leiter Abt. II G: Attentate, Postüberwachung | 1887 | |
| Friedrich Guthmann                                                                                         | SS, BPP, Abt. II E, 1936 Außenstelle Garmisch Olymp. Spiele | 1904 | |
| H | | | |
| Karola Hader                                                                                               | Abt. IV 6, Schutzhaft, Kartei, Erkennungsdienst | 1921 | |
| Paul Haefner                                                                                               | SS, Ersatzkraftfahrer | 1902 | |
| Josef Häusler                                                                                              | SS, BPP, Leiter Abt. Abwehr, 1936 Außenstelle Garmisch | 1900 | 1945 |
| Max Hagemeister                                                                                            | Verwaltung, Aussonderung russischer Kriegsgefangener | | |
| Georg Hager                                                                                                | Presse, Heimtücke, Überprüfung von Adeligen, Briefen | 1883 | |
| Helene Hagl                                                                                                | Abt. IV 5a Schutzdienst und Presse | | |
| Willi Halberstadt                                                                                          | SS, Leitung Schutzhaft im Wittelsbacher Palais | 1896 (?)                                                                                                   | |
| Max Hallhuber                                                                                              | Sittendelikte, Gebäudesicherung Dt. Museum, Haus der Kunst | 1902 | |
| Leonhard Halmanseger                                                                                       | SS, BPP, Anwerbung von V-Leuten, später Aufbau des BayLfV | 1892 | 1991 |
| Anton Hammer                                                                                               | Nachrichtendienst, Spionageabwehr, Abt. NB | 1898 | |
| Michael Hammerl                                                                                            | BPP, Fahrbereitschaft | 1897 (?)                                                                                                   | |
| Xaver Hammerl                                                                                              | Abt. I F | 1899 (?)                                                                                                   | |
| Katharina Harrich                                                                                          | Abt. IV 6: Schutzhaft, Kartei, Erkennungsdienst | 1903 | |
| Nikolaus Hartmann                                                                                          | Kriminalsekretär | 1905 | |
| Nikolaus Harzer                                                                                            | SD, Geheime Feldpolizei, Stenotypist | 1901 | |
| Franz Haslbeck                                                                                             | Gefängniswachtmeister im Corneliusgefängnis | 1896 | |
| Franz-Xaver Haslbeck                                                                                       | Abt. II, linke Gruppierungen, Nachrichtendienst | 1895 | |
| Johann Haselbeck                                                                                           | SS, Nachrichtenabteilung | 1894 (?)                                                                                                   | |
| (?) Hauer                                                                                                  | Dienststellenleiter der Aktenverwaltung | | |
| Leo Friedrich Hausleiter                                                                                   | BPP, Schutzhaftkommission, Blanko-Haftbefehle | 1889 | 1968 |
| Eleonore Hebberling (verh. Luther)                                                                         | Sekretärin des Gestapo-Chefs Oswald Schäfer | 1923 | |
| Hildegard Hecht                                                                                            | Schreibkraft | 1920 | |
| Lukas Heckl                                                                                                | BPP, Abtl II B Kirchenangelegenheiten, Abt. IV 1a | 1900 | |
| Johann Hedel                                                                                               | Abt. 1E: Leiter der Abteilung Wartung von Fernmeldeanlagen | 1908 | |
| Ludwig Heigl                                                                                               | V-Mann 35 | | |
| Klara Heimlederer                                                                                          | Abt. II P, Presse und Film | | |
| Heinrich Heinrich                                                                                          | Gestapo Augsburg und München | 1875 (?)                                                                                                   | |
| Josef Heintz                                                                                               | Abt. III D, Sabotage, Landesverrat, Industriespionage | 1889 | |
| Josef Heinzeller                                                                                           | SS, Abt. II P: Presse, Abt. II F: Akten, Abt. II E: Ostarbeiter | 1905 | |
| Max Heldmann                                                                                               | BPP, Blockhelfer | 1889 | 1942 |
| Franz Xaver Helldobler                                                                                     | BPP, Leiter SD-Verwaltung | 1889 | |
| (?) Helmuth                                                                                                | Abt. IV kc, Übersetzerin | 1924 | |
| Barbara Hellmuth                                                                                           | BPP, Stenotypistin, Sekretäring von Gestapochef Heinrich Müller | 1900 | |
| Hannes Helmbrecht                                                                                          | (Verwendung unklar) | 1912 | |
| Wolfgang Henss                                                                                             | (Verwendung unklar) | 1907 (?)                                                                                                   | |
| Hans Hermann                                                                                               | BPP, Abt. I Verwaltungsinspektion, SS, Waffen-SS | 1904 | |
| Ludwig Hermannsdörfer                                                                                      | Abt. IV 1a, Kriminalsekretär | 1897 | |
| Mathilde Hermannsdörfer                                                                                    | Schreibkraft in Abt. I: Besoldung | | |
| Freda Hertz-Kleptow                                                                                        | Führte Verhöre durch. | 1925 | |
| Margarethe Herzner                                                                                         | Stenotypistin mit Wohnung im Wittelsbacher Palais | | |
| Michael Herzner                                                                                            | BPP, Heizer, Hausmeister, Fernsprechmechaniker | 1908 | |
| Hermann Hetzschold                                                                                         | Ausländerüberwachung, Abt. II E Schlägertrupp Lebküchner | 1889 | |
| Reinhard Heydrich                                                                                          | Leiter der BPP und SS. Mit Himmler Aufbau der Gestapo | 1904 | 1942 |
| Paul Hildebrand                                                                                            | BPP, Gestapo-Spitzel, V-Mann | 1898 | |
| Charlotte Hiller                                                                                           | Abt. 1D, IV 5a und IV 1 c. Chef: Matthias Wagner | | |
| Margarethe Hiller                                                                                          | Abt. II H. Schreibkraft. Chef: Matthias Wagner | 1916 (?)                                                                                                   | |
| (?) Hingerl                                                                                                | (Verwendung unklar) | 1900 | |
| Johann Hintermaier                                                                                         | Abt. II H: Vergehen, Abt. IV b: Wehrkraftzersetzung | 1897 | |
| Peter Hipp                                                                                                 | SS, BPP, Abt. I F: Kraftfahrer. Chef: Fritz Liebl | 1899 | |
| Benedikt Hirler                                                                                            | BPP, Abt. II A, II P: Presse. Politische Abteilung KZ Dachau | 1912 | |
| Josef Hirsch                                                                                               | Gestapo-Spitzel unter Franz Blümlhuber | | |
| Andreas Hirschauer                                                                                         | V-Mann 818 | | |
| Eugen Hitzler                                                                                              | SS, Abt. Erkennungsdienst. Kommandeur Sipo Klagenfurt | 1899 | |
| Heinrich Höcherl                                                                                           | Abt. II E Arbeitsvertragsbruch polnischer Arbeiter | 1901 | |
| Adolf Höfer                                                                                                | SS, im Wittelsbacher Palais Kommandoführer KZ-Außenlager | | |
| Peter Högl                                                                                                 | BPP, Reichssicherheitsdienst (RSD), SS | 1897 | 1945 |
| Hans Höll                                                                                                  | Fahrer, Autoschlosser | 1912 | |
| Paul Hörmann                                                                                               | Waffen-SS, später Gestapo Königsberg | 1914 | |
| Stefan Hörmann                                                                                             | Gestapo Augsburg Abt. II E, Stellvertreter von Josef Brandl | 1894 | 1945 |
| Andreas Hoffmann                                                                                           | BPP, Gefängnisoberwachtmeister, Vorführung von Gefangenen | 1910 | |
| Georg Hofmann                                                                                              | Abt. III D Abwehr Sabotage, Brandermittlung | 1895 | |
| Johann Hofmann                                                                                             | Pass- und Sichtvermerke, Abt. III. Sekretärin Rita Voit | 1904 | |
| Johann Hofmann                                                                                             | BPP, Hausverwalter | | |
| Ulrich Hofmayer                                                                                            | Gestapo Augsburg | | |
| Josef Hofmeister                                                                                           | BesoldungsAbt., Personalstelle | 1901 | |
| (?) Hofmeister (verh. Thierer)                                                                             | Abt. I D | | |
| (?) Hofstetter                                                                                             | Abt. IV 6: Schutzhaft, Kartei, Erkennungsdienst | | |
| Franz Hollweck                                                                                             | Direktor Abt. VI, BPP | 1888 | |
| Max Holly                                                                                                  | V-Mann und Gestapo-Spitzel | | |
| (?) Holzer                                                                                                 | Abt. II B | | |
| Maria Holzner                                                                                              | Schreibkraft, geheime Tagesberichte, A-Kartei (Staatsfeinde) | 1903 | |
| Hildegard Holzner                                                                                          | Verwaltungsangestellte | 1902 | |
| Alois Holzgethan                                                                                           | SA, Verwaltung Personalamt, Inspektor | 1913 | |
| Peter Horban                                                                                               | Observierung von Fremden, Übersetzer | 1924 | |
| Balthasar Huber                                                                                            | SA, SS, Abtil II G, Schutzdienst, Abt. IV N und IV 5a, Flughafen Riem | 1897 | |
| Elfriede Huber                                                                                             | BdM, Abt. I E Telefon und Fernschreiber | 1927 | |
| Franz Josef Huber                                                                                          | BPP: Kommunismus, SS. 1939 Täterkommission Attentat Elser | 1902 | |
| Franz Paul Huber                                                                                           | BPP: Kommunismus, später Berlin, Attachee Tokio und Shanghai | 1912 | |
| Georg Huber                                                                                                | BPP-Spitzel, Bruder von Franz Josef Huber | 1913 | |
| Johann Huber                                                                                               | Werkstatt, Fahrer | 1889 | |
| Josef Huber                                                                                                | Polizeisekretär | | |
| Simon Huber                                                                                                | Gestapo-Passkotrolle Flughafen Riem | 1903 | |
| (?) Huber                                                                                                  | Abt. II D | | |
| Wilhelm Huber                                                                                              | Gestapo-Grenzpolizist | 1907 | |
| Georg Huttner                                                                                              | SA, Kraftfahrer | | 1953 |
| Adam Hutzler                                                                                               | SS, BPP, Verhörbeamter im KZ Dachau, Rechtshilfeersuchen Ehe | 1895 | |
| Josef H (?)                                                                                                | V-Mann 581 oder 881 | | |
| I | | | |
| Gertraud Iberer                                                                                            | IV N Nachrichtendienst | 1925 | |
| Andreas Igl                                                                                                | Abt. I B Haushalt, Besoldung, Materialverwaltung | 1892 | |
| Erich Isselhorst                                                                                           | SS, Leitung der Gestapo in Erfurt, Köln, ab 1939 München | 1906 | 1948 |
| Sigmund Ittner                                                                                             | Registraturangestellter, zuvor Leibstandarte Hitler | 1915 | |
| J | | | |
| Friedrich Janne                                                                                            | Zunächst Gestapa Berlin bei Werner Best, Leiter von Abt. I und III | 1892 | |
| Josef Jörg                                                                                                 | SS, Polizist, auch im Reichssicherheitsdienst bei Rattenhuber | 1896 | |
| Leonhard John                                                                                              | Hausverwalter im Wittelsbacher Palais | | |
| Georg Jüngling                                                                                             | BPP, Abt. Heimtücke | 1888 | |
| Elsa Jummrich                                                                                              | Schreibkraft, Augsburg, Abt. II G Attentate, Postüberwachung | | |
| Michael Jungdäubl                                                                                          | Aktenführung | | |
| K | | | |
| (?) Kacher                                                                                                 | Abt. III F | | |
| Michael Käser                                                                                              | Polizeilicher Gefängnisverwalter | 1897 | |
| (?) Käser                                                                                                  | Küche im Hausgefängnis, Frau von Michael Käser | 1892 | |
| Rosa Käser                                                                                                 | Abt. IV 5 b | | |
| Ludwig Kaiser                                                                                              | Abt. II A, Nachrichtendienst | 1895 | |
| Josef Kampfl (?)                                                                                           | Spitzel, V-Mann 45 | | |
| Anton Kandlbinder                                                                                          | 1940 Gestapo München, danach Gestapo Darmstadt/Gießen | 1902 | |
| Josef Kappl                                                                                                | Abt. II A Hochverrat, Rundfunkvergehen, Abt. II E Ausländer | 1894 | |
| Simon Kappl                                                                                                | Abt. II A Hochverrat, Abt. II F Sabotage, II P Presse | 1897 | |
| Annemarie Karg                                                                                             | BPP | 1921 | |
| Benedikt Karg                                                                                              | BPP, Abt. I Kraftfahrwesen, Werkstättenleiter | 1901 | |
| Franz Karg                                                                                                 | | 1919 | |
| Wilhelm Karg                                                                                               | BPP, Leiter von Abt. II E Akten, Abt. I A Peronal, Abt. II H Homosexualität | 1888 | |
| Anton Karl                                                                                                 | Bäcker und Gestapo-Agent | 1907 (?)                                                                                                   | |
| Heinrich Karl                                                                                              | Abt. II Abwehr, Stellv. Gestapochef Augsburg | 1893 | |
| Daniel Kartarius                                                                                           | BPP | 1893 | |
| Hyazintha Höllmüller (verh. Karumba)                                                                       | Abt. II E Stenotypistin | 1914 | |
| Anneliese Kaspar                                                                                           | Abt. IV 5 a, Fremdenlegionäre. Stenotypistin unter Berger und Geißer | 1922 | |
| Hans Kaufmann                                                                                              | Gestapo Augsburg | 1914 | |
| Max Keck                                                                                                   | BPP. SS. Später Leichter Gestapo Straßburg und Graz | 1900 | 1945 |
| Heinrich Keller                                                                                            | Postüberwachung, kriminaltechnische Abt. | 1888 | |
| Walburga Keller                                                                                            | Schreibkraft in der Politischen Abteilung im KZ Dachau | | |
| Walter Keller                                                                                              | Kriminalsekretär | 1907 | |
| (?) Keller                                                                                                 | Abt. I B Kassenverwaltung | 1905 | |
| August Kellner                                                                                             | Abt. IV 6 Schutzhaft | 1900 | |
| Else Kellner                                                                                               | BPP, Stenotypistin, Abt. Katholizismus, Abtl III Abwehr, Zentralkartei | 1908 | |
| Jakob Kellner                                                                                              | BPP, Abt. III Spionage, Kartei. Seine Ehefrau wurde zwangssterilisiert | 1894 | |
| Adolf Kerker                                                                                               | SS, Abt. II a Hochverrat. Bei Verhören führten Hilde Wingruber und Anna Angele Protokoll.                                                                                           | 1908 | |
| Johann Kick                                                                                                | SS, BPP, Häftlingsarchiv, Leiter der Politischen Abt. im KZ Dachau | 1901 | 1946 |
| Georg Kiefer                                                                                               | reaktivierter Pensionist bei der Gestapo | 1874 | |
| (?) Kienberger                                                                                             | BPP, Fernschreiber in der Außenstelle Garmisch/Olymp. Spiele | | |
| (?) Kieslinger                                                                                             | BPP, Fernschreiber in der Außenstelle Garmisch/Olymp. Spiele | | |
| Josef Kilchenstein                                                                                         | SS, zuständig für Korruption in der NSDAP, verbotene Auslandssender | 1899 | |
| Katharina Kilger                                                                                           | Abt. I B Verwaltung und Besoldung | 1922 | |
| Sebastian Kirchhammer                                                                                      | SS, BPP, Hauptwachtmeister im Polizeigefängnis Wittelsbacher Palais | 1894 | |
| Georgine Kissler                                                                                           | BPP, Abt. II Stenotypistin in der Kirchenabteilung, Chef: Alfred Schimmel | 1909 | |
| Georg Klein                                                                                                | Jurist. SA, SS, BPP, später Leitung Gestapo Leipzig | 1895 | 1966 |
| Heinrich Klein                                                                                             | BPP | | 1941 |
| Johann Klein                                                                                               | BPP, Leumundsamt, Auskunftserteilung, Abt. II E Ausländer | 1901 | |
| (?) Klementitsch                                                                                           | Übersetzer für gefangene Jugoslawen und Kroaten bei der Gestapo | | |
| Leopold Klühspies                                                                                          | BPP, Abtil I A Schreibkraft, Asozialenkartei. Garmisch/Olymp. Spiele | 1905 | |
| Maria Klühspies                                                                                            | | | |
| Karl Klughardt                                                                                             | Gestapo Augsburg Abt. II Attentate, Postüberwachung | 1909 (?)                                                                                                   | |
| Carmen Klumpp                                                                                              | Auslandsprüfstelle, u. a. für spanische und portugiesische Zeitungen | 1915 | |
| Werner Knab                                                                                                | Jurist, SS, BPP, später Leiter der Gestapo in Kiew | 1908 | 1945 |
| (?) Knacke                                                                                                 | Abt. IV 3 | | |
| (?) Kneissl                                                                                                | Abt. IV 6, Schutzhaft, Kartei, Erkennungsdienst | | |
| Johann Knockl                                                                                              | BPP, Fahbdung, Abt. II A Linksbewegung, Röhm-Morde, Abt. I C | 1884 | |
| (?) Knöpferl                                                                                               | BPP | | |
| Adolf Koch                                                                                                 | Abt. IV NB Nachrichen; Übersetzer | 1895 | |
| Anna Koch (verh. Mayr)                                                                                     | Abt. NB | 1895 | |
| Anton Koch                                                                                                 | Gestapo Augsburg | 1890 | |
| Franz Koch                                                                                                 | Gestapo | 1895 | |
| Sophie Koch                                                                                                | Übersetzerin, Sprachlehrerin, später in Paris bei Helmut Knochen | 1882 | |
| Ludwig Kocher                                                                                              | SD, SS, Überwachung, auch ausländische Artisten im Circus Krone | 1910 | 1959 |
| Heinrich Köhnle                                                                                            | BPP, Abt. II E Ostarbeiter | 1890 | |
| Bernhard Köllner                                                                                           | SS, auch Sicherheitspolizist in Polen | 1908 | 1944 |
| Alois Königer                                                                                              | SS, Abt. IV 1 Sionageabwehr, rückkehrende Emigranten | 1898 | |
| Johann Kolnberger                                                                                          | Zellenleiter, Abt. III Spionage | 1896 | |
| Friedrich Kopp                                                                                             | Abt. IV 6 Schutzhaft, Erkennungsdienst | 1901 | |
| Rudolf Korneder                                                                                            | SS, Abt. II E Wirtschaft, Schwarzhandel. Teilnehmer an Razzien | 1899 | |
| Michael Kowaltschuk                                                                                        | Dolmetscher, Abt. II E Schlägertrupp für Lebküchner | 1922 | |
| (?) Krämer                                                                                                 | Abt. I D Außen- und Grenzpolizeidienst | 1905 | |
| Rudolf Kränzle                                                                                             | SS, BPP, Abtl III F Abwehr | | |
| Georg Kränzle                                                                                              | BPP | | |
| Josef Krätz                                                                                                | Abt. II Wirtschaft, Verhöre zusammen mit Philipp Goldbach | 1908 | |
| Georg Kramhöller                                                                                           | SS, BPP, Abt. Hochvererat, Heimtücke | 1905 | 1945 |
| Benno Krammer                                                                                              | BPP, Abt. II B Überwachung geistlicher Juden, Vernehmungen, KZ Dachau | 1886 | |
| Elisabeth Kratzig                                                                                          | Abt. N Nachrichten | 1911 | |
| Hermann Kraus                                                                                              | Zeichner im Erkennungsdienst, Abt. III DÜ, Spionageabwehr, Vernehmungen | 1897 | |
| Richard Krauss                                                                                             | Abt. II F Kartei, Ref. II B, Kirche, Vernehmung von Geistlichen, Juden-Evakuierung                                                                                                  | 1905 | |
| Wilhelm Krauss                                                                                             | SS, Waffen-SS, Abt. II E | 1907 | |
| (?) Kreichgauer                                                                                            | BPP | | |
| Lorenz Kreuzer                                                                                             | Abt. II H, Anzeigen gegen Parteigenossen, später Leiter SIPO Orléans und Chartres                                                                                                   | 1897 | 1976 |
| Josef Kreuzpaintner                                                                                        | BPP, Abtl II B, Kirche, II G Heimtücke | 1890 | 1949 |
| (?) Krieger                                                                                                | Abt. II B, Sonderabteilung „unbekannte Schriften“ | | |
| Adele Krines                                                                                               | Abt. II E, unter Richard Lebküchner | | |
| Michael Kritzenthaler                                                                                      | SS, BPP, Lichbildstelle, Erkennungsdienst, Abt. II H Heimtücke. Verhörbeamter | 1896 | |
| Christian von Krogh                                                                                        | Rassenkundler, Dolmetscher für Französisch, Abhören von Sendern | 1909 | 1992 |
| Georg Krybus                                                                                               | Abt. II E3: Dolmetscher für Slawisch, „Aussorderung untragbarer russischer Kriegsgefangener“                                                                                        | 1910 | |
| Johann Küffner                                                                                             | BPP, Abt. I 1C Heimtücke, SS | 1896 | |
| Fritz Kühnlein                                                                                             | auch Grenzpolizei Lindau | 1896 | |
| Albert Adolf Kuhlewind                                                                                     | Jurist und Puppenspieler, Abt.-Leiter, später Danzig Ankläger Polizeigericht | 1906 | |
| Angelus Kuhn                                                                                               | Gestapo Augsburg | | |
| (?) Kuke                                                                                                   | SS, evt. leiter Gestapo Augsburg | | |
| Ingeborg Kulbe (verh. Seyfried)                                                                            | Abt. IV N, Sekretärin bei Josef Bamesreiter | 1925 | |
| (?) Kurmeyer                                                                                               | Sekretär, Schriftführer | | |
| L | | | |
| Franz Lachmann                                                                                             | BPP | | |
| (?) Lamm                                                                                                   | Abt. ID | | |
| Margarete Lang                                                                                             | Gestapo | | |
| Anton Langschartner                                                                                        | V-Mann, 1933 im KZ Dachau in Haft, dann als Spitzel für die BPP | 1913 | 1982 |
| Johann Laubenberger                                                                                        | BPP, Abwehr, Spionage, Leiter Sipo in Frankreich, stellv. Chef Abt. IV a | 1896 | |
| Franz Laubmeier                                                                                            | GEstapo-Spitzel und V-Mann 1082 | | |
| Xaver Lautenbacher                                                                                         | Kraftfahrer, bei Beraubung Kloster St. Ottilien dabei | 1908 (?)                                                                                                   | |
| Josef Lawrychko (Lawrischko)                                                                               | Waffen-SS, Polinisch-Übersetzer, Polit. Abt. KZ Dachau, Schlägertrupp von Lebküchner                                                                                                | 1913 | |
| Richard Lebküchner                                                                                         | Leiter Kirchen und Sekten, Leitung Abt. II E Arbeitssabotage, Abt. II G unerlaubter Umgang, stellv. Leiter Gestapo München, Misshandlung von Ostarbeitern, Hinrichtungen            | 1902 | 1981 |
| (?) Lebküchner                                                                                             | Abt. IV 6 Schutzhaft. Pensionist | 1875 | |
| Ursula Leese                                                                                               | Abt. IV 4 | 1921 | |
| Josef Lehner                                                                                               | Dezernat III D | | |
| Heinrich Leider                                                                                            | Bürobote, Wachmann im Arbeitserziehungslager Moosach | 1914 | |
| Max Leimbock                                                                                               | Gestapo-Spitzel, V-Mann 915 | | |
| Michael Leinauer                                                                                           | Gestapo Augsburg Abtl. III Abwehr | 1898 | |
| Maria Leix                                                                                                 | Abt. IV N Nachrichtendienst | 1920 | |
| Max Lenz                                                                                                   | Abt. II B 3 Pass- und Sichtvermerke, später Gestapo Königsberg | 1897 | |
| (?) Lermer                                                                                                 | Gestapo | | |
| Hermann Liebig                                                                                             | Gestapo-Spitzel, V-Mann 80 (oder 60) | | |
| Fritz Liebl                                                                                                | SS, BPP, Verwaltung Kraftwagenpark, leiter Fahrbereitschaft | 1908 | |
| Hans Linder                                                                                                | SS, BPP, Abt. II Kirche, bereichert sich an jüdischem Vermögen und Klöstern | 1911 | |
| Rudolf Lindner                                                                                             | SD, SS, später Leiter Gestapo in Kattowitz | | |
| Wilhelm Lindermeier                                                                                        | SS, BPP, 1 H, dann IV 1b: Adjutantur | 1902 | |
| Heinrich Löhr                                                                                              | BPP, politische Abt. im Polizeipräsidium | | |
| Luitgard Luferseder                                                                                        | BPP, Vereinskartei, Gewerbelegitimation | 1898 | |
| Wilhelm Luis                                                                                               | Sportlehrer, Sportreferent beim RSHA | 1903 | |
| Franz Lutz                                                                                                 | SS, BPP, Gestapo-Außenstelle Garmisch-Partenkirchen, Geheime Feldpolizei | 1893 | |
| M | | | |
| Anton Mahler                                                                                               | Abt. II a Hochverrat, Kommunismus, Vernehmung „Weiße Rose“ | 1905 | |
| Josef Maier                                                                                                | Abt. IV, Kraftfahrer | 1901 | |
| Elfriede Maier                                                                                             | Abt. IV 3 Abwehr. Stontypistin, Verhör „Weiße Rose“ | | |
| Georg Mair                                                                                                 | BPP, Einziehung aller Waffen und Übergabe an Wehrmacht („Waffenmair“) | 1888 | |
| Josef Mayr                                                                                                 | Gestapo Augsburg | 1900 | |
| Franz Xaver Mayer                                                                                          | Gestapo Augsburg Abt. II G Attentate und Postüberwachung | 1902 | |
| Josef Mayer                                                                                                | Gestapo-Spitzel | | |
| Erich Manneck                                                                                              | Abt. 1 B Haushalt und Wirtschaft | 1888 | |
| Franz Marmon                                                                                               | Jurist, SS, Leiter von Abt. II, Verhöre der Geschwister Scholl | 1908 | 1954 |
| Erich Marquardt                                                                                            | Abt. III D, Abwehr | | |
| Laura Marthe                                                                                               | Abt. II E Arbeitsvertragsbruch, IV 6 B Schutzhaft. Chef: Ludwig Schmidt | 1910 | |
| Wilhelmine Martin                                                                                          | Abt. NB | 1895 | |
| Georg Matthes                                                                                              | SS, BPP, Aufbau der Erkennungsdienststelle, Abt. IV 6 Schutzhaft | 1885 | |
| Franz Xaver Mayer                                                                                          | Gestapo Augsburg, später Sipo Krakau und Lemberg | 1902 | |
| Alfred Mayerhofer                                                                                          | Kraftfahrer, Abt. IV | 1920 (?)                                                                                                   | |
| Josef Mayr                                                                                                 | Gestapo Augsburg, später München | 1900 | |
| Ann Koch (verh. Mayr)                                                                                      | Stenotypistin in Abt. II G Heimtücke, Rundfunk, Kriegsgefangene | 1926 | |
| Ernst Mehrer                                                                                               | Gestapo-Spitzel, V-Mann 935 | | |
| Benedikt Meichelböck                                                                                       | Presseabtilung, mit Oskar Zeller | 1899 | |
| Alois Meichlbeck                                                                                           | Abt. II E, Schläger bei Lebküchner | | |
| Josef Meier                                                                                                | SS, BPP, Abt. I F Fahrer | | |
| Peter Meier                                                                                                | BPP, Abt. I D Bote | | |
| (?) Meierhofer                                                                                             | BPP, Abt. I F Fahrer | | |
| Lorenz Meiler                                                                                              | Abt. II G | 1911 | |
| Josef Meisinger                                                                                            | SA, SS, BPP, Hitler-Putsch, später „Schlächter von Warschau“ | 1899 | 1947 |
| Alfred Meissner                                                                                            | SS, BPP, SD-Reichsführer SS. Nachrichtenbetrieb | 1896 | 1968 |
| Karl Meister                                                                                               | BPP, dann RSD, Sicherheitsbeamter im Führerbau | 1897 | 1958 |
| Franz Meixner                                                                                              | von BPP abgelehnt, von Himmler suspendiert. Aber Tochter bei Gestapo. | 1892 | |
| Inge Merkl                                                                                                 | Schreibkraft in Abt. 6 | 1924 | |
| (?) Merzner                                                                                                | BPP, Abtl I E Techniker | | |
| Hedwig Meyer                                                                                               | Schreibkraft unter Josef Kilchenstein | 1926 | |
| Johann Michal                                                                                              | Belschlagnahme von Klöstern | | |
| Rudolf Mildner                                                                                             | Jurist, SS, BPP, auch Leiter Standgericht der SS im KZ Auschwitz | 1902 | |
| (?) Milkowitz                                                                                              | Dolmetscher. „Aussonderung untragbarer russischer Kriegsgefangener“ | | |
| Elfriede Mitz                                                                                              | Abt. IV A, Arbeitsvertragsbruch. Chef: Ludwig Schmid | 1925 (?)                                                                                                   | |
| Michael Modlmaier                                                                                          | Gestapo-Spitzel | | |
| Emma Pauline Mörschel (verh. Schrenk)                                                                      | Schreibkraft | | |
| Robert Mohr                                                                                                | Abt. II G Heimtücke. Leiter Sonderkommission „Weiße Rose“ | 1897 | 1977 |
| Marianne Mühlbauer                                                                                         | Abt. IV 3 Industriespionage. Chef: Wilhelm Wandel | 1925 | |
| Andreas Müller                                                                                             | SS, BPP. Vermutliche Nachrichtendienst | 1896 | |
| Armin Hans Müller                                                                                          | Kantinenverwalter | | |
| Erich Müller                                                                                               | kam von der Kripop-Leitstelle zur Gestapo | | |
| Heinrich Müller                                                                                            | SS, BPP, SD, Chef Gestapo Amt IV im RSHA, Judenvernichtung, Teilnehmer Wannseekonferenz, Chef von Adolf Eichmann                                                                    | 1900 | 1945 |
| Johann Müller                                                                                              | Gestapo-Grenzpolizei | | |
| Otto Müller                                                                                                | SS, BPP, Nachrichtenreferat, Abt. III D und F | 1896 | |
| Richard Müller                                                                                             | BPP, Fernschreiber. Außenstelle Garmisch (Olymp. Spiele) | | |
| Wilhelm Müller                                                                                             | SS, später Grenzpolizist Pirmasens, Gestapo Innsbruck, Sipo Metz | 1898 | |
| (?) Müller                                                                                                 | Pensionist in Abt. IV 6 | | |
| Anton Muggenthaler                                                                                         | SS, Kutscher, Militärische Abwehr, Abhören ausländischer Sender, Abt. II b Entziehung der Volkstumspflicht                                                                          | 1901 | |
| Friedrich Murrmann                                                                                         | BPP, Abt. II A, Fernschreiben, dann Abt. II E Ausländer | 1889 | |
| Josef Mutzbauer                                                                                            | Erster Leiter der Politischen Abt. im KZ Dachau | 1886 | 1935 |
| N | | | |
| Helene Nagl                                                                                                | Abt. IV 5c Presse | | |
| Fritz Neeb                                                                                                 | SS, SD, BPP, 1936 strafversetzt zur Kripo Augsburg | 1898 | |
| Heinrich Nestler                                                                                           | SS, Abt. II Tagebücher, Schleichhandel, Überpreisgeschäfte | 1897 | |
| Johann Neubauer                                                                                            | SS, Abt. III D Dolmetscher | 1913 | 1948 |
| (?) Neuber                                                                                                 | Abt. III | | |
| (?) von Neuendorf                                                                                          | Spionageabwehroffizier Abt. NB, Abt. III E | | |
| (?) Neunzger                                                                                               | BPP, Spitzel 201 (bei Löwenbräubrauerei) | | |
| Christian Nicoll                                                                                           | BPP, Grenzpolizei Kufstein, Gestapo Wien, „Schwere Misshandlung von Häftlingen“ | 1901 | |
| Andreas Niederbauer                                                                                        | Abt. IV Kraftfahrer | 1914 (?)                                                                                                   | |
| Paul Niederhaus                                                                                            | BPP, Abt. I B Verwaltung, später Gestapo Königsberg | 1892 | |
| Annemarie Schmid (verh. Niedermann)                                                                        | BPP, Stenotypistin in der Abt. Kirchen, Juden | | |
| Leopold Niklas                                                                                             | SS, deckt Rollkommando Gruppe Roedl / Danzeisen später Kripo Ludwigshafen | 1887 | |
| Max Noeth                                                                                                  | BPP, spätr Abwehrleitstelle in Paris und Bordeaux, 1943 Oberstleutnant Heeresgruppe Süd                                                                                             | 1895 | |
| Anton Nolte                                                                                                | BPP, Abt. 1, Leiter Verwaltung und Personal | 1906 (?)                                                                                                   | |
| Richard Nüssl                                                                                              | BPP, Gefängnisaufseher | | |
| O | | | |
| Hildegard Hecht (verh. Oberbauer)                                                                          | Abt. II G, Chef: Josef Fischalek | | |
| Friedrich Obermeier                                                                                        | Außenstelle Augsburg, Pass- und Grenzverkehrwesen, Sabotageaufklärung | 1908 | |
| Harri Obermeier                                                                                            | BPP, Adjutant von Heydrich | | |
| Johanna Oberetli                                                                                           | Abt. I D | | |
| Rudolf Obser                                                                                               | Abt. IV Kraftfahrer | 1910 (?)                                                                                                   | |
| Martha Janka (verh. Olvermann)                                                                             | Telefonistin | 1871 (?)                                                                                                   | |
| Johanna Örtli                                                                                              | Abt. ID, Außen- und Grenzpolizeidienststellen | 1922 | |
| (?) Öttl                                                                                                   | SS, Abt. IV 6, Schutzhaft, Kartei, Erkennungsdienst | 1917 | |
| (?) Ohr | Abt. II G, sexualler Umgang, Ausländer | | |
| Sieglinde Ortner                                                                                           | Abt. II E, Ausländerüberwachung. Chef: Anton Bayer | 1923 | |
| (?) Ott | Abt. I F | 1905 | |
| Maria Ott                                                                                                  | Abt. I D | 1905 | |
| (?) Otto (verh. Mesner)                                                                                    | Abt. I A, Personalverwaltung | 1922 | |
| P | | | |
| Friedrich Panzinger                                                                                        | SS, Polizeidirektion München und Gestapo, Leiter Abt. IV A, Sonderkommission KZ Sachsenhausen                                                                                       | 1903 | 1959 |
| Franz Paulus                                                                                               | Harnierkreis, Hauptbezirksleiter München-Süd | 1911 | |
| Peter Penker                                                                                               | Abt. IV 3, Pässe, Rückwanderer | 1894 | |
| Konstantia Pereima                                                                                         | Abt. IV N, Übersetzerin für Russisch und Ukrainisch | 1921 | |
| Alexander Perepjolkin                                                                                      | SS, Dolmetscher, Abt. IV 1a | 1921 | |
| Franz Peschka                                                                                              | Gestapo | | |
| Werner Petzold                                                                                             | Schreibkraft, Aussonderung russischer Kriegsgefangener | 1912 | |
| Georg Pfarrkircher                                                                                         | Gestapo Augsburg | 1902 | |
| Johann Pfeffer                                                                                             | SS, Abt. IV 3 N Abwehr, Abt. NR Überprüfung von Militäroffizieren, Adeligen | 1915 | |
| Johann Pfeuffer                                                                                            | BPP, Abt. II B Krichen, Sachgebietsleiter Juden, Deportationen, Verhör von Harnier, Leiter Judendeportationen                                                                       | 1887 | |
| Friedrich Pflüger                                                                                          | SS, Leiter von Referat IV 1 C, Kirchen und Juden, Chef des Nachrichenwesens, Judendeportation                                                                                       | 1907 | |
| Ernst Piassek                                                                                              | Gestapo Augsburg und München, Personalwesen | 1918 | |
| Franz Pilzweger                                                                                            | BPP, später Gestapo Pilsen | 189(?) | 1947 |
| Stefanie Pöllmann                                                                                          | BPP, Übersetzerin, Sekretärin | 1888 | |
| Leonhard Pölsterl                                                                                          | Gestapo, dann Kriminalpolizeileitstelle München | | |
| Leonhard Polsterl                                                                                          | Abt. II G Heimtücke, dann IV 5a Schutzdienst | | 1945 |
| Grete Pongratz                                                                                             | Vorzimmer von Schäfer, dann mit Trenker nach Ungarn | 1925 | |
| Walter Potzelt                                                                                             | SD, Adjutant im Vorzimmer von Heydrich, beteiligt bei Röhm-Morden, 1939 Sipo in Riga                                                                                                | 1903 | 1955 |
| Fritz Preiss                                                                                               | SS, BPP, Abt. II, Grenzkontrollen Flughafen Riem, Sipo und SD in Oslo | 1897 | 1961 |
| Hans Preisser                                                                                              | BPP, Abt. II N Nachrichten. Agent mit Decknamen „Lechner“, dann RSHA, Abt. IV | 1904 | |
| Johann Probeck                                                                                             | BPP, Abt. III, Spionageabwehr, später Abt. III D, Sprachkenntnisse, Wehrmachtspost                                                                                                  | 1877 | |
| Johann Probst                                                                                              | BPP, Abt. I B | 1889 | |
| Georg Prohaska                                                                                             | BPP, Sittlichkeitsdelikte, Heimtücke, Aktenführung Häftlinge. Ehefrau: Karoline | 1901 | |
| Karoline Prohaska                                                                                          | BPP, Stonotypistin, Ehemann: Georg | 1901 | |
| Franz Pröpper                                                                                              | SS, Abt. IV ab, Rundfunk, Vernehmungen 20. Juli 1944, Kloster St. Ottilien geplündert                                                                                               | 1907 | |
| R | | | |
| Josef Raab                                                                                                 | erst KPD Widerstandskämpfer, dann Gestapo-Spitzel | | |
| Josef Radinger                                                                                             | SS, BPP, Abt. III D | 1906 | |
| Berend Rah                                                                                                 | Abt. IV 6 Schutzhaft, Kartei | 1913 (?)                                                                                                   | |
| Josef Randel                                                                                               | BPP, Abt. II A, dann IV 5a, Kommunisten, Folter von Häftlingen | 1896 | |
| Sebastian Ranner                                                                                           | BPP, 1936 Garmisch (Olymp. Spiele), in Berlin: Bekämpfung von Homosexualität | 1905 | |
| Friedrich Rath                                                                                             | BPP | | |
| Fritz Rauch                                                                                                | SS, BPP, stellv. Leiter von Abt. III Spionageabwehr, Polit. Abt. im KZ Dachau | 1899 | 1953 |
| Friedrich Raum                                                                                             | Nachrichtenreferat, SS, später Gestapo Neustadt, Ludwigshafen | 1899 | |
| Franz Regnath                                                                                              | BPP, Überwachung der KPD, Deckname Rieger, Vehöre, Hausdurchsuchungen | 1904 | |
| Erna Rehm                                                                                                  | Abt. IV 1a, Schreibkraft | 1922 (?)                                                                                                   | |
| Albertine Reichenberger                                                                                    | Abt. I B | 1890 | |
| (?) Reinshagen                                                                                             | Russisch-Dolmetscherin, Abt. II E, Ostarbeiter | | |
| (?) Rempl                                                                                                  | Übersetzer, Politische Abteilung im KZ Dachau | | |
| Eugen Renz                                                                                                 | Abt. IV 3, Abwehr | | |
| (?) Richter                                                                                                | Abt. IV 6 Schutzhaft, Kartei, Erkennungsdienst | 1922 | |
| Georg Rieder                                                                                               | Abt. IV 3 Abwehr, dann Leiter der Abteilung Schutzdienst | | |
| Leonhard Rieder                                                                                            | SS, Schutzdienst, mit Ebenbeck im Fall Rommel eingesetzt | 1900 | |
| Willi Riedrich                                                                                             | Fernschreiber, evt. vermittelt durch seine Vermieterin Therese Zehntbauer (Gestapo)                                                                                                 | 1908 | |
| Anna Riehl                                                                                                 | Abt. TA, Personalangelegenheiten | 1924 | |
| (?) Rischbeck                                                                                              | Abt. IV ia, Adjutantur | | |
| Karl Ritt(n)er                                                                                             | Abt. IV 6 Schutzhaft, Erkennungsdienst, zuvor Einsatz in Norwegen | 1906 | |
| Max Rohrmüller                                                                                             | BPP, Außenstelle Garmisch (Olymp. Spiele), Abt. III D Abwehr, Grenzpolizei | 1904 | |
| Johann Rottl                                                                                               | Schutzmann, dann BPP | 1884 | |
| Heinrich Ruffing                                                                                           | Abt. II E | 1886 | |
| Willigis Ruffing                                                                                           | Gestapo München | 1912 | |
| Felix Rühl                                                                                                 | SS, SD, Leitung Spionageabwehr in Prag und Brünn, Leiter Gestapo Augsburg | 1910 | |
| S | | | |
| Irmgard Sagstetter                                                                                         | Abt. IV 5c. Nach dem Krieg Meldebogenfälscherin | 1913 | |
| Ludwig Sailler                                                                                             | BPP, Fremdenkontrolle, Verfolgung der Widerstandsgruppe „Weißen Rose“. | 1883 | |
| Josef Salzberger                                                                                           | BPP, Personalsachbearbeiter, Abt. III | 1898 | |
| (?) Samsonjuk (oder Samsoniak)                                                                             | Dolmentscher; beim Schlägertrupp von Richard Lebküchner dabei | | |
| Oswald Schäfer                                                                                             | Jurist, SS, Leiter Gestapo Wesermünde, Bremerhafen, München | 1908 | 1991 |
| Johann Schaffner                                                                                           | Gestapo Augsburg | 1890 | |
| Lorenz Schalk                                                                                              | Abt. I E, Telefon, Kartei. Später Sipo-Bataillon Fürstenberg | 1907 | |
| Heinrich Schall                                                                                            | BPP, SA, Abt. III D, Spionage | 1903 | |
| Josef Schamper                                                                                             | BPP, Abt. III, Grenzpolizei, Spionageabwehr, Außenstelle Garmisch, Sipo Oslo | 1896 | |
| Julius Schaub                                                                                              | 1929 Adjutant von Hitler, Reichstag, SS. Gestapo-Zuarbeiter | 1898 | 1967 |
| Xaver Schedl                                                                                               | SS, BPP, Pförtner im Anmeldebereich, Abt. I B Wirtschaftsverwaltung | 1903 | |
| Valentin Schelkshorn                                                                                       | BPP, Verhörbeamter und Leiter der Politischen Abt. im KZ Dachau | 1897 | |
| Alfred Schenke                                                                                             | SS, Sipo, Abt. I A | 1898 | |
| Martin Schermer                                                                                            | SS, BPP, Abt. II a, Hochverrat, Abt. II D Schutzhaft | 1894 | 1945 |
| Hildegard Schiering                                                                                        | Sekretärin in Abt. IV 2 | 1921 | |
| Ferdinand Schiessl                                                                                         | Abt. II E, Ostarbeiter, „Aussonderung von russ. Kriegsgefangenen“ | 1903 | |
| (?) Schiffer                                                                                               | kriminaltechnischer Dienst, Erkennungsfotos das Attentäters Georg Elser | | |
| Karl Schilffahrt                                                                                           | Gestapo Augsburg und München, später Sipo in Kroatien | 1906 | 1944 |
| Anderl Schilling                                                                                           | Gestapo-Spitzel 96 | | |
| Georg Schilling                                                                                            | Gestapo Augsburg und München, später Sipo in Metz | 1902 | |
| Alfred Schimmel                                                                                            | SS, BPP, Abt.-Leiter II B, Kirchen und Sekten, stellv. Leiter Gestapo München | 1906 | 1948 |
| (?) Schindler                                                                                              | SS, Abt. IV 1c | | |
| Georg Schipferling (auch Schifferling)                                                                     | SS, BPP, Abt. II B, dann Schutzdienst | 1900 | 1945 |
| Johann Schlagbauer                                                                                         | Abt. II E, Gefängnisaufseher, auch unter Lebküchner | 1899 | |
| Josef Schlagbauer                                                                                          | SS, Grenzpolizei der Gestapo | 1908 | |
| Anton Schlammer                                                                                            | BPP, I C, dann II C, Verfehlungen von Parteimitgliedern und SS, Bewachung von Rudolf Heß                                                                                            | 1904 | |
| Franziska Schlemmer                                                                                        | Abt. I B Verwaltung. Ehemann: Simon | 1899 (?)                                                                                                   | |
| Hermann Schlemmer                                                                                          | SS, BPP, Sonderdezernat II i S | 1902 | |
| Nikolaus Schlemmer                                                                                         | Blockleister, Ortsgruppe Ramersdorf, Gestapo München, Saarbrücken | 1896 | |
| Simon Schlemmer                                                                                            | Blockhelfer, Abt. III D, dann Überführung von Arbeitern in geschützen Betrieben. Ehefrau: Franziska                                                                                 | 1898 | |
| Alwin Schlott                                                                                              | SS, BPP, vermutlich Kraftfahrer oder Abt. I 1A, Kommunismus, später Norwegen | 1903 | |
| Rudolf Schmäling                                                                                           | SS, BPP, Leiter Abt. II E3: Arbeitsvertragsbruch, 1942 Kommandeur Sipo Nancy, Deportation von Juden aus Frankreich                                                                  | 1898 | 1976 |
| Robert Schmalix                                                                                            | Gestapo-Spitzel, V-Mann 175 | | |
| Ludwig Schmauss                                                                                            | SS, Abt. III A, dann III C. Im Osteinsatz Sipo, Verhörbeamter „Weiße Rose“ | 1899 | |
| (?) Schmelter                                                                                              | Gestapo ab 1942 | | |
| Hernmann Schmelz                                                                                           | SS, Blockwart, Abt. III A, Sabotage | 1897 | |
| Johann Schmer                                                                                              | BPP, Abt. III 1 E, Spionage, stellv. Leiter Stipo, Leiter Gestapo Lublin | 1891 | |
| Albert Schmid                                                                                              | SS, BPP, Vernehmungsbeamter der Polit. Abt. im KZ Dauch, später Grenzpolizei | 1895 | |
| Annemarie Schmid                                                                                           | BPP | | |
| Georg Schmid                                                                                               | SS, Blockheler, Abt. I B | 1890 | |
| Karl Schmid                                                                                                | Führerscheindienst | | |
| Ludwig Schmid                                                                                              | Abt. II D, Kriegswirtschaftsvergehen, Bekämpfung von Abtreibungen, Vernehmungsbeamter Grenzpolizei Elsass                                                                           | 1888 | |
| Erna Schmidbauer                                                                                           | Stenotypistin bei Josef Weingärtner | | |
| Konrad Schmidbauer                                                                                         | SS, beim Stab der Reichsführers SS, Leiter Gestapo-Außenstelle Berchtesgaden | 1895 | 1945 |
| Friedrich Schmidt                                                                                          | SS, SD, BPP, Direktor der Feldpolizei | 1897 | |
| Hans Georg (Johann) Schmidt                                                                                | SS, BPP, Freund von Gestapo-Chef Anton Dunckern, später Leitung Gestapo in Metz | 1902 | |
| Heinrich Schmidt                                                                                           | BPP, nach dem Krieg Meldebogenfälscher | 1885 | |
| Karl Schmidt                                                                                               | SS, SD, Abt. Kirchenangelegenheiten, Juden. Chef: Lorenz Bergler | 1907 | |
| Ludwig Schmidt                                                                                             | Abt. II D, Abtreibungen, Abt. II E, Schwarzhandel. Chef: Lebküchner | 1888 | |
| Otto Schmolze                                                                                              | Abt. IV, Kraftfahrer | | |
| Georg Schmucker                                                                                            | Abt. IV 6, Schutzhaft, Erkennungsdienst | 1874 | |
| Johann Schnarr                                                                                             | Abt. IV 6, Schutzhaft, Erkennungsdienst, später Akten-Ausweichstelle Tegernsee | 1875 | |
| (?) Schnarr                                                                                                | Gestapo | 1882 | |
| Willibald Schneeberger                                                                                     | SS, Personalsachbearbeiter | 1914 | |
| Johann Schneider                                                                                           | SS, Abt. I D, Kraftfahrer, nach dem Krieg verurteilt im Stalag-Luft-III-Prozess | 1909 | 1948 |
| Paula Schnittner                                                                                           | BPP, Schreibkraft. Chef: Xaver Ammer | | |
| Alois Schober                                                                                              | SS, Abt. I E, Telefonist | | |
| Christian Schöffel                                                                                         | BPP | | |
| (?) Schönbeck                                                                                              | Leiter des AEL-Lagers in Mühldorf | | |
| Edmund Schönberger                                                                                         | SS, BPP, Überwachung, Abt. II A Landesverrat | 1884 | |
| Christian Scholz                                                                                           | SS, SD, BPP, 1934 mit der „Bajuwaren-Brigade“ ins RSHA Berlin | 1908 | 1945 |
| Xaver Scholz                                                                                               | Gestapo Augsburg, Abt. II E, Zwangsarbeiter. Einsatzkommando 9, Teilnahme an Hinrichtungen                                                                                          | 1902 | |
| Joseph Schreieder                                                                                          | SS, SD, BPP, Leiter Dienstelle Straftaten, Grenzpolizei Lindau, Bregenz, Leiter Spionageabwehr Niederlande                                                                          | 1904 | |
| Berta Schröder                                                                                             | Sekretärin und Übersetzerin (französisch) in Abt. IV N, Nachrichtendienst | 1924 | |
| Emmi Schröppel                                                                                             | Sekretärin in Abt. III, Abwehr, unter Alfred Bauer | | |
| Friedrich Schuberth                                                                                        | BPP | | |
| Albert Schütz                                                                                              | BPP, Abt. III, Überprüfung von Rüstungsarbeitern | 1888 | |
| Heinrich Schumacher                                                                                        | SS, BPP, Nachrichtenübermittlung, 1934 mit der „Bajuwaren-Brigade“ ins RSHA Berlin, Abt. II                                                                                         | 1909 | |
| Alfred Schuhmann                                                                                           | Ss, BPP, Abt. III A, Spionage, „Weiße Rose“-Bekämpfung | 1901 | |
| Heinrich Schulz                                                                                            | SS, bei Gestapo München Nachfolger von Meißner | | |
| Ursula Schulz                                                                                              | Gestapo, Sekretärin des Verhörbeamten Josef Schamper in Oslo | | |
| Paul Schumm                                                                                                | Gestapo | | |
| Marianne Schuster                                                                                          | Verwaltung, Sekretärin beim Verhör der Widerstandsgruppe „Weiße Rose“ | | |
| Friedrich Schwarz                                                                                          | Gestapo-Spitzel (für Max Troll) | | |
| Johann Schwarz                                                                                             | SS, Abt. II E, Ausländervereine | 1899 | |
| Rudolf Schwarz                                                                                             | SS, stellv. Werksättenleiter, Bewachung von KZ-Häftlingen | 1915 | |
| Michael Schwarzenbacher                                                                                    | Abt. IV 1 b, Heimtücke, Chef: Friedrich Pflüger, Sekretärin: Lilly Schwarzfischer                                                                                                   | 1904 | |
| Lilly Schwarzfischer                                                                                       | Abt. IV 1 b, Heimtücke, Chef: Michael Schwarzenbacher | | |
| Helma Schwarzmaier (verh. Walser)                                                                          | Fernschreiberin | | |
| (?) Schwelger                                                                                              | Abt. I E, Fahrer | | |
| Johann Schweiger (Schwaiger?)                                                                              | Gefängnisaufseher | 1894 | |
| Josef Schweinberger                                                                                        | BPP, Abt. III C, Spionageabwehr, Referatsleiter Landesverrat | 1888 | |
| (?) Schwingenschlögl                                                                                       | BPP | | |
| (?) Salzmann                                                                                               | Kriminalkommissar | | |
| Elisabeth Sederer                                                                                          | Abt. II E, Dolmetscherin Russisch, auch im KZ Dachau, ordnete Prügelstrafen an | 1923 | |
| Leonhard Sedlmayer                                                                                         | BPP, Verfolgung von Homosexuellen, Abt. IV 6 Schutzhaft | 1883 | |
| Joseph Sedlmayr                                                                                            | Gestapo München, Darmstadt, Sip Jugoslawien | 1907 | |
| Friedrich Seibold                                                                                          | BPP, Abt. II A, Verhörbeamter Georg Elser, Leiter Grenzpolizei Rostock | 1909 | 1997 |
| Martin Seifried                                                                                            | BPP, Abt. Presse und Theater | 1891 | |
| Georg Seitz                                                                                                | SS, SA, Abt. II S Homosexualität. Abt. II H und G bei Lebküchner | 1906 | |
| Michael Segen                                                                                              | Abt. IV 6, Schutzhaft | | |
| (?) Sieckmeier                                                                                             | Abt. NB, Observierung von Fremden | 1905 | |
| Franz Siegl                                                                                                | SS, BPP, Vorgesetzter des KZ-Häftlingsarbeitskommandos | 1903 | |
| (?) Silmar                                                                                                 | Abt. IV ia, Adjutantur | | |
| Franz Xaver Simmel                                                                                         | SS, SA, Umschreibung der Zentrailkartei des RSHA, Vernichtung von Karteikarten | 1897 | |
| Georg Singer                                                                                               | BPP, Abt. II G oder E, Schutzhaft von Tschechen, Chef: Josef Fischaleck | 1895 | |
| Bernward Söding                                                                                            | SS, Gestapo Augsburg, München Nachrichenabteilung, V-Männer für die Kirche | 1908 | |
| Karl Sonntag                                                                                               | SS, Gestapo Augsburg, Abt. II, Homosexuelle, Verhörbeamter Dachau, auch „Weiße Rose“                                                                                                | 1903 | |
| Georg Späth                                                                                                | Fahrbereitschaft, auch Abt. II E, Schlägertrupp Lebküchner | 1910 | |
| Hans Sperber                                                                                               | SS, Blockleiter, Nachrichtendienst | 1898 | |
| Josef Sperl                                                                                                | Abt. III, Abwehr, Bearbeitung von Fahnenflüchtigen, 1939 Geheime Feldpolizei | 1893 | |
| (?) Spest                                                                                                  | BPP, Abt. II E, Ausländer | | |
| (?) Spött                                                                                                  | Abt. II E, „als Schläger bekannt“ | | |
| (?) Spottich (Spoddich)                                                                                    | Abt. Kirchen, Sekretärin von Gerhard Grimm | 1919 | |
| Benedikt Stadler                                                                                           | BPP, Lager Moosburg | 1886 | 1946 |
| Elfriede Stauber                                                                                           | Abt. IV 3, Abwehr, Chef: Wilhelm Schamper | | |
| Wilhelm Stauber                                                                                            | Dolmetscher italienisch und französisch | 1908 | |
| Wilhelm Staudacher                                                                                         | BPP, Abt. III B | 1886 | |
| Josef Steer (auch Stehr)                                                                                   | Abt. Presse, Kontrolle der Leihbüchereien, Beschlagnahme Klosterbibliothek Scheyern                                                                                                 | 1896 | |
| (?) Stegmann                                                                                               | BPP | | |
| Josef Steinbrecher                                                                                         | Abt. IV, Kraftfahrer | | |
| Josef Steiner                                                                                              | SD, Gestapo Augsburg | | |
| Karl Steinle                                                                                               | Gestapo Augsburg, Abt. II E 1, Wirtschafssabotage | 1898 | |
| Alois Stemmer                                                                                              | BPP | | |
| Walther Stepp                                                                                              | Jurist, SS, SA, Staatsanwalt LG München I, nach Heydrich Leiter Gestapo München | 1898 | 1972 |
| (?) Still                                                                                                  | BPP, Sekretärin von Reinhard Heydrich | | |
| Andreas Stock                                                                                              | Abt. II a, Hochverrat, Erschießung von Russen, Vertreter von Martin Schermer | 1876 | |
| Hugo Stocker                                                                                               | Abt. III F, Fahrbereitschaft | | |
| Alois Stöberl                                                                                              | Fernschreiber, Mechaniker | 1915 | |
| Rudolf Stoll                                                                                               | SS, BPP, Grenzkontrolle, Außenstelle Garmisch (Olymp. Spiele), Gestapo Innsbruck | 1898 | |
| „Spotter von Krautenstein“                                                                                 | Übersetzer französisch und belgisch in der Politische Abteilung KZ Dachau | | |
| Karl Strahberger                                                                                           | SS, BPP, Sachbearbeiter Attentate, 1939 Gestapo Pilsen | 1896 | |
| Franz Strasser                                                                                             | Abt. I B | | |
| Franz Straub                                                                                               | SS, BPP, Abteilung IV bei der Sicherheitspolizei und dem SD in Brüssel, Deportation von Juden                                                                                       | 1889 | 1977 |
| Ernst Strian                                                                                               | Abt.-Leiter für verwaltungstechnische Aufgaben | 1878 | |
| Jakob Strohmeier                                                                                           | BPP, Schlosser, mit Wohnung im Wittelsbacher Palais | | |
| Josef Strohmeier                                                                                           | SS, SD, BPP, Vorzimmer und Privatsekretär von Heydrich, Abt. II Kirchen | 1905 | |
| (?) Süss                                                                                                   | Abt. NB, Observierung von Fremden | 1895 | |
| (?) Sutter                                                                                                 | SS, Abt. IV 6, Schutzhaft | | |
| T | | | |
| (?) Thanner                                                                                                | Abt. III DU | | |
| Peter Tiefenthaler                                                                                         | Haushalts-, Kassen-, Besoldungswesen, später Gestapo Neustadt | 1882 | |
| David Thiessen                                                                                             | Abt. IV 1a, Übersetzer, vermutl. Einwanderer aus der UdSSR | 1915 | |
| Maria Thumann                                                                                              | Stenotypistin in Abt. IV 1c, Ostarbeiter | 1923 | |
| Ewald Thunig                                                                                               | ursprünglich im Widerstand, dann Gestapo-Spitzel, V-Mann 121 | | |
| Marianne Trautwein                                                                                         | Abt. IV N, Nachrichtendienst | 1921 | |
| Friedrich Treml                                                                                            | kriegsnotverpflichtet als Büro- und Verwaltungsarbeiter, auch Fesselung von Gefangenen im Hauptgefängnis                                                                            | 1897 | |
| Alfred Trenker                                                                                             | Jurist, SS, Gestapo Salzburg, Wien, Stellvertr. Leiter München, Abt. II Schulungen, Koordinierung der Vernehmung der Geschwister Scholl                                             | 1905 | |
| Edmund Trinkl                                                                                              | SS, SD, BPP, 1934 mit „Bajuwaren-Brigade“ nach Berlin zum RSHA | 1891 | |
| Max Troll                                                                                                  | Mitglied, später Leiter der KPD in Südbayern, KZ Dachau, als Gestapo-Spitzel „Theo“, „Edi“, oder „Max“: bei der BPP, verriet eine große Zahl an politisch linken Untergrundkämpfern | 1891 | 1972 |
| (?) Trümmer                                                                                                | Gestapo, Kollege Goldbach | | |
| Max Trutzel                                                                                                | Widerstandskämpfer, Gestapo-Spitzel V-Mann 19 | | |
| U | | | |
| Johann Übelmann                                                                                            | SS, BPP, später stellv. Leiter Gestapo Klattau, Teilnahme an vielen Hinrichtungen                                                                                                   | 1894 | 1946 |
| (?) Uhl | Abt. II G | | |
| Arnold Uhlenhut                                                                                            | Gestapo Nürnberg/Fürth, vermutl. auch München, Judenreferat, Raub von jüdischem Eigentum                                                                                            | 1904 | |
| (?) Ungerecht                                                                                              | BPP, Gefängnisaufseher | | |
| Waltraud Unrecht                                                                                           | IV 6, Schutzhaft, Kartei, Erkennungsdienst | 1923 | |
| Anna Urschl                                                                                                | Abt. NB, Außenstelle München | 1905 | |
| V | | | |
| Franz Veh                                                                                                  | Gestapo Augsburg, Abt. Homoseuelle, Ref. II B, Rassenschande, in München stellv. Leiter Abt. IV B und N, Chef des Nachrichtenwesens                                                 | 1898 | 1966 |
| Kurt Venter                                                                                                | Jurist, Leiter Gestapo Düsseldorf, Sipo Paris, Aufbau Gestapo München, Leitung Nachrichtenreferat                                                                                   | 1911 | |
| Otto Viertbauer                                                                                            | Abt. II G, Hochverrat | 1906 | |
| Rita Maria Voit                                                                                            | Abt. IV ND, Kontrolle von Konsulaten und Reisenden, Sekretärin von Urlich Bachmayr                                                                                                  | 1923 | |
| Erna Voit                                                                                                  | Stenotypistin und Dolmetscherin, später zur Sipo und dem SD in Krakau | 1920 | |
| Ilse Voit                                                                                                  | Blockfrau, Telefonistin | 1908 | |
| Georg Vollnhals                                                                                            | Gestapo, Reichssicherheitsdienst Berchtesgaden | 1909 | |
| (?) Voss                                                                                                   | Sekretärin in Abt. IV 5c, Presse | 1919 | |
| W | | | |
| Ferdinand Wa(?)                                                                                            | Nachrichtenreferat in der Gestapo Augsburg | | |
| Ernst Wagner                                                                                               | BPP, „Asozialenpolizei“, Leiter des Sittendezernats, später Geheime Feldpolizei | 1902 | |
| Georg Wagner                                                                                               | Gestapo 1940–44 als Kriegsaushilfe | 1877 | |
| Georgine Wagner                                                                                            | Gestapo | | |
| Heinrich Wagner                                                                                            | BPP, Abwehr, Blockhelfer | 1888 | |
| Matthias Wagner                                                                                            | Abt. II H, dann Schutzdienst, Überwachung von Theater. Sekretärinnen: Therese Zehentbauer, Charlotte Hiller                                                                         | 1897 | |
| Pius Wagner                                                                                                | BPP, später Differenzen mit Heydrich | 1903 | |
| Ernst Wally                                                                                                | Gestapo und Politische Abt. der Gestapo im KZ Dachau | 1911 | |
| Christian Walther                                                                                          | BPP, Grenzpolizei | 1889 | 1941 |
| Wilhelm Wandel                                                                                             | Abt. IV 2, Industrieüberwachung. Sekretärin: Christine Greimel | 1905 | |
| Oskar Wank                                                                                                 | Abt. II E, Arbeitsvertragsbruch | 1885 | 1947 |
| (?) Wartenfelser (verh. Kraus)                                                                             | Gestapo, Abt. I A, Personal. | 1916 | |
| Josef Weber                                                                                                | Gefängniswachtmeister | 1897 (?)                                                                                                   | |
| Ludwig Weber                                                                                               | SA-Musikzug, Gestapo Registratur, Aktenausweichlager in Weyarn | 1884 | |
| Liselotte Weigelt                                                                                          | Abt. II E, Vorzimmer von Lebkücher | 1921 | |
| Henriette Weigert                                                                                          | Abt. IV 5 C, Schutzdienst, Presse | 1922 | |
| Therese Weigert                                                                                            | BPP, Nachrichtenabteilung bei Leonhard Halmanseger | 1906 | |
| Emil Weil                                                                                                  | Abt. III A, verurteilt im Stalag-Luft-III-Prozess | 1910 | 1948 |
| Herbert Weimann                                                                                            | Gestapo, 1942 Einsatzgruppe C in der UdSSR | | |
| Johann Weinberger                                                                                          | Gefängnisaufseher | 1898 | |
| Josef Weingärtner                                                                                          | BPP, Vernehmungsbeamter gegen Linksbewegung, später Innenministerium | 1904 | |
| Rudolf Weingärtner                                                                                         | BPP | | |
| Karl-Richard Weintz                                                                                        | SS, SD, stellvertr. Leiter Gestapo Darmstadt, 1938 München, Leiter Sonderkommission Harnier-Kreis                                                                                   | 1908 | |
| (?) Weintz                                                                                                 | Abt. II H | 1909 | |
| Charolotte Weiss (verh. Kunz)                                                                              | Gestapo | | |
| Karl Weiss                                                                                                 | BPP, Leiter Ref. II a, Erkennungsdienst, Leiter Gestapo Jihlava | 1889 | |
| (?) Weißensee                                                                                              | SS, Abt. IV 5 C, Presse | | |
| (?) Wenger                                                                                                 | Abt. IV 6, Schutzhaft, Kartei, Erkennungsdienst | | |
| Richard Wendler                                                                                            | SS-Generalmajor, BPP, später OB von Hof | 1898 | |
| Charlotte Westermann (ver. Hausleiter)                                                                     | Schreibkraft | 1883 | |
| Georg Weyh                                                                                                 | Schutz- und Begleitdienst, Sonderkommission Georg Elser | 1908 | 1961 |
| Josef (oder Ludwig) Widmann                                                                                | KPD, Gestapo-Spitzel V-Mann 130 | | |
| Sigmund Widmann                                                                                            | Gestapo-Spitzel, zusammen mit seiner Frau | | |
| Christian Wießmeyer                                                                                        | SS, BPP, Abt. II G, Linksbewegung, Inspekteur Sipo Berlin | 1903 | |
| (?) Wildemann                                                                                              | Abt. I A, Personal | | |
| Alois Wildum                                                                                               | BPP, Heizer | | |
| Hans Wimmer                                                                                                | Waffen-SS, BPP, Grenzpolizei, später Gestapo Klattau | 1902 | |
| Heinrich Wimmer                                                                                            | SS, BPP, Blockwart, später Gestapo Klattau | 1913 | |
| Johann Windorfer                                                                                           | SS, SD, BPP, Bürodienst, später Reichssicherheitsdienst in Holland | 1901 | |
| Hilde Wingruber                                                                                            | Stenotypistin bei Adolf Kerker | 1925 | |
| Heinrich Winklhofer                                                                                        | SS, BPP, Abt. II 2 B, Fahndung, ab 1939 Leiter Gestapo Klattau, verantwortlich für Erschießungen                                                                                    | 1902 | 1947 |
| Stefan Winterholler                                                                                        | SS, Abt. 1 B, Buchhaltung, Kasse | 1897 | |
| Wolfgang Wittenzellner                                                                                     | Ss, BPP, Abt. II A, Vernehmungsdienst, Zimmer 39 im Wittelsbacher Palais | 1901 | 1956 |
| Ignaz Wittmann                                                                                             | BPP, Wachtmeister | | |
| Christian Wolf                                                                                             | Geheime Feldpolizei | 1898 | |
| Eduard Wolf                                                                                                | SS, Taschendiebfahnder, Abt. III A, Sekretärin Emmi Schröppel | 1896 | |
| (?) Wolf                                                                                                   | Abt. IV 1 C, Ostarbeiter, Übersetzer | | |
| Johann Wolfertseder                                                                                        | Abt. I, Besoldung, Haushalt, Sekretärin Gertrud Eitel | 1911 | |
| Josef Wolfram                                                                                              | BPP, Abt. I F, Fahrer mit Wohnung im Wittelsbacher Palais | | |
| Fritz Wuchner                                                                                              | SS, SD, Leiter AEG Konstanz, München Nachrichtenreferat, Kirche und Staat | 1906 | |
| Markus Würstle                                                                                             | „Aussorderung von Elementen“ | 1896 | |
| Ludwig Wurmannstädter                                                                                      | SS, BPP, Sportlehrer | 1895 | |
| Z | | | |
| Georg Zacher                                                                                               | Abt. II A, Linksbewegungen, IV 1 A Schutzhaft | | |
| Josef Zäuner                                                                                               | Gestapo Augsburg und München, später Einsatzkommando 10, Erschießungen | 1902 | |
| Matthias Zebhauser                                                                                         | Vorzimmer von Oswald Schäfer | | |
| Therese Zehentbauer (verh. Schneider)                                                                      | BPP, Abt. II E, Stenotypistin unter Matthias Wagner | 1911 | |
| Oskar Zeller                                                                                               | BPP, Bibliothek, später Freimaurertum, Judentum, Separatismus | 1891 | |
| Inge Zellner                                                                                               | Abt. I D | 1925 | |
| (?) Zettler                                                                                                | BPP, Abt. I D, Post | | |
| Karl Ziehr                                                                                                 | SS, Justizoberwachtmeister, Außenstelle AEL-Lager Landsberg („Arbeitserziehungslager“)                                                                                              | 1891 | |
| Walter Ziessow                                                                                             | Techniker | | |
| (?) Zilke                                                                                                  | Techniker | | |
| Alois Zitzelsberger                                                                                        | Arbeitserziehungslager Mühldorf | 1912 | |
| (?) Zöllner                                                                                                | Abt. IV 1 C, Ostarbeiter | 1900 | |
| (?) Zrenner (verh. Schneeberger)                                                                           | Sekretärin von Hans Linder | | |